# Gene sobreposto
Um gene sobreposto (ou overlapping gene - OLG) é um gene cuja sequência de nucleotídeos expressáveis se sobrepõe parcialmente à sequência de nucleotídeos expressáveis de outro gene. Dessa forma, uma sequência de nucleotídeos pode contribuir para a função de um ou mais produtos gênicos. Os genes sobrepostos estão presentes e são uma característica fundamental dos genomas celulares e virais. A definição atual de um gene sobreposto varia significativamente entre eucariotos, procariotos e vírus. Em procariotos e vírus, a sobreposição deve ser entre regiões de codificação, mas não entre transcritos de mRNA, e é definida quando essas sequências de codificação compartilham um nucleotídeo na mesma fita ou em fitas opostas. Em eucariotos, a sobreposição de genes é quase sempre definida como sobreposição de transcrição de mRNA. Especificamente, uma sobreposição gênica em eucariotos é definida quando pelo menos um nucleotídeo é compartilhado entre os limites das transcrições primárias de mRNA de dois ou mais genes, de modo que uma mutação na base do DNA em qualquer ponto da região sobreposta afetaria as transcrições de todos os genes envolvidos. Essa definição inclui regiões não codificantes (untranslated region - UTRs) de 5′ e 3′, além de íntrons.
O overprinting refere-se a um tipo de sobreposição em que toda ou parte da sequência de um gene é lida em um quadro de leitura alternativo de outro gene no mesmo locus. Acredita-se que as fases de leitura abertas (open reading frame - ORF) alternativos sejam criados por substituições críticas de nucleotídeos em um gene preexistente expressável, que pode ser induzido a expressar uma nova proteína, preservando a função do gene original. A hipótese de overprinting foi levantada como um mecanismo para o surgimento de novos genes a partir de sequências de novo, sejam elas genes mais antigos ou regiões anteriormente não codificantes do genoma. Acredita-se que a maioria dos genes sobrepostos, ou genes cujas sequências de nucleotídeos expressáveis se sobrepõem parcialmente umas às outras, evoluiu em parte devido a esse mecanismo, sugerindo que cada sobreposição é composta por um gene ancestral e um gene novo. Posteriormente, acredita-se que o overprinting também seja uma fonte de novas proteínas, pois as proteínas de novo codificadas por esses novos genes geralmente não têm homólogos remotos nos bancos de dados. Os genes impressos em excesso são características particularmente comuns da organização genômica dos vírus, o que provavelmente aumenta muito o número de genes potencialmente expressáveis a partir de um pequeno conjunto de informações genéticas virais. É provável que a impressão em excesso seja responsável pela geração de várias proteínas novas pelos vírus no decorrer de sua história evolutiva.

## Classificação

Sobreposição em tandem fora de fase dos genes mitocondriais humanos ATP8 (quadro +1, em vermelho) e ATP6 (quadro +3, em azul)

Tandem out-of-phase overlap of the human mitochondrial genes ATP8 (+1 frame, in red) and ATP6 (+3 frame, in blue)
Os genes podem se sobrepor de várias maneiras e podem ser classificados por suas posições em relação uns aos outros.
- Sobreposição unidirecional ou em tandem: a extremidade 3' de um gene se sobrepõe à extremidade 5' de outro gene na mesma fita. Esse arranjo pode ser simbolizado com a notação → →, em que as setas indicam o quadro de leitura do início ao fim.
- Sobreposição convergente ou de extremidade: as extremidades 3' dos dois genes se sobrepõem em fitas opostas. Isso pode ser escrito como → ←.
- Sobreposição divergente ou tail-on: as extremidades 5' dos dois genes se sobrepõem em fitas opostas. Isso pode ser escrito como ← →.

Os genes sobrepostos também podem ser classificados por fases, que descrevem seus quadros de leitura relativos:
- A sobreposição em fase ocorre quando as sequências compartilhadas usam o mesmo quadro de leitura. Isso também é conhecido como "fase 0". Os genes unidirecionais com sobreposição de fase 0 não são considerados genes distintos, mas sim locais de início alternativos do mesmo gene.
- As sobreposições fora de fase ocorrem quando as sequências compartilhadas usam quadros de leitura diferentes. Isso pode ocorrer na "fase 1" ou na "fase 2", dependendo do fato de os quadros de leitura serem deslocados em 1 ou 2 nucleotídeos. Como um códon tem três nucleotídeos de comprimento, um deslocamento de três nucleotídeos é um quadro de fase 0 em fase.

Estudos sobre genes sobrepostos sugerem que sua evolução pode ser resumida em dois modelos possíveis: Em um modelo, as duas proteínas codificadas por seus respectivos genes sobrepostos evoluem sob pressões de seleção semelhantes. As proteínas e a região de sobreposição são altamente conservadas quando é favorecida uma forte seleção contra a mudança de aminoácidos. Os genes sobrepostos evoluem sob restrições rigorosas, pois uma única substituição de nucleotídeo é capaz de alterar a estrutura e a função das duas proteínas simultaneamente. Um estudo sobre o vírus da hepatite B (HBV), cujo genoma de DNA contém vários genes sobrepostos, mostrou que o número médio de substituições de nucleotídeos sinônimos por local nas regiões codificadoras sobrepostas foi significativamente menor do que o das regiões não sobrepostas. O mesmo estudo mostrou que era possível que algumas dessas regiões sobrepostas e suas proteínas divergissem significativamente do original quando havia uma seleção fraca contra a mudança de aminoácidos. O domínio espaçador da polimerase e a região pré-S1 de uma proteína de superfície do HBV, por exemplo, tinham uma porcentagem de aminoácidos conservados de 30% e 40%, respectivamente. No entanto, sabe-se que essas regiões de sobreposição são menos importantes para a replicação em comparação com as regiões de sobreposição que foram altamente conservadas entre diferentes cepas de HBV, que são absolutamente essenciais para o processo.
O segundo modelo sugere que as duas proteínas e seus respectivos genes de sobreposição evoluem sob pressões de seleção opostas: um quadro sofre seleção positiva, enquanto o outro está sob seleção negativa (ou purificadora). Nos Tombusvírus, as proteínas p19 e p22 são codificadas por genes sobrepostos que formam uma região codificadora de 549 nt, e a p19 está sob seleção positiva, enquanto a p22 está sob seleção purificadora. Outros exemplos são mencionados em estudos envolvendo genes sobrepostos do vírus Sendai, vírus do enrolamento da folha da batata, e parvovírus humano B19. Sugere-se que esse fenômeno de genes sobrepostos que sofrem pressões de seleção diferentes seja consequência de uma alta taxa de substituição de nucleotídeos com efeitos diferentes nos dois quadros; as substituições podem ser majoritariamente não sinônimas para um quadro, enquanto a maioria é sinônima para o outro quadro.

## Evolução
A sobreposição de genes é particularmente comum em genomas que evoluem rapidamente, como os de vírus, bactérias e mitocôndrias. Eles podem se originar de três maneiras:
1. Pela extensão de uma ORF existente a jusante em um gene contíguo devido à perda de um códon de parada;
2. Pela extensão de uma ORF existente a montante em um gene contíguo devido à perda de um códon de iniciação;
3. Pela geração de uma nova ORF dentro de uma existente devido a uma mutação pontual.

O uso da mesma sequência de nucleotídeos para codificar vários genes pode proporcionar vantagem evolutiva devido à redução do tamanho do genoma e à oportunidade de co-regulação da transcrição e tradução dos genes sobrepostos. As sobreposições de genes introduzem novas restrições evolutivas nas sequências das regiões de sobreposição.

### Origens de novos genes

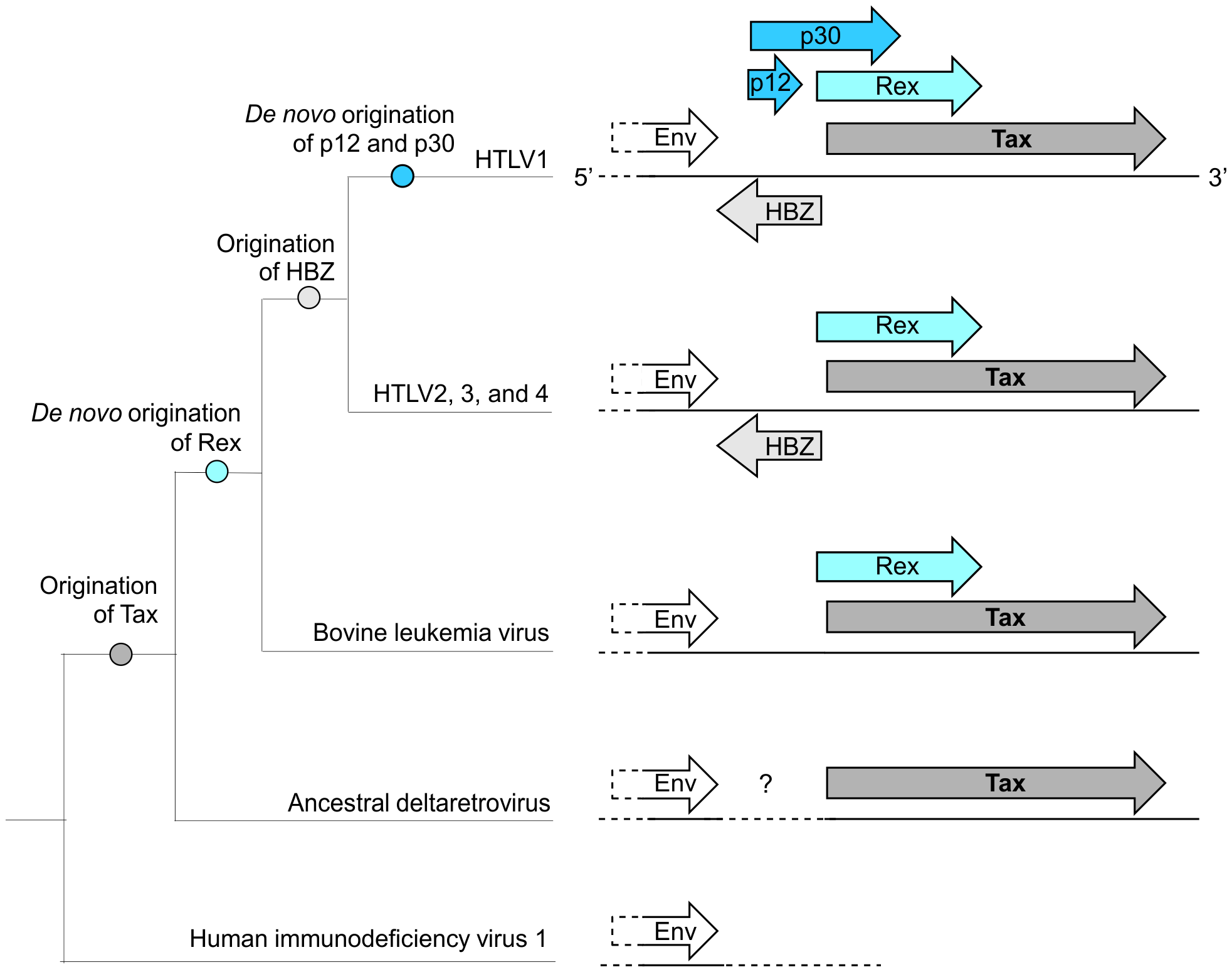
Um cladograma que indica a provável trajetória evolutiva da região pX densa de genes no vírus linfotrópico T humano 1 (HTLV1), um Deltaretrovírus associado a cânceres de sangue. Essa região contém vários genes sobrepostos, vários dos quais provavelmente se originaram de novo por meio de sobreimpressão.

Em 1977, Pierre-Paul Grassé propôs que um dos genes do par poderia ter se originado de novo por meio de mutações para introduzir novas ORF em quadros de leitura alternativos; ele descreveu o mecanismo como overprinting. Posteriormente, foi comprovado por Susumu Ohno, que identificou um gene candidato que pode ter surgido por esse mecanismo. Alguns genes de novo originados dessa forma podem não permanecer sobrepostos, mas subfuncionalizar-se após a duplicação do gene, contribuindo para a prevalência de genes órfãos. O membro mais jovem de um par de genes sobrepostos pode ser identificado bioinformaticamente por uma distribuição filogenética mais restrita ou pelo uso menos otimizado de códons. Os membros mais jovens do par tendem a ter maior desordem estrutural intrínseca do que os membros mais velhos, mas os membros mais velhos também são mais desordenados do que outras proteínas, presumivelmente como uma forma de aliviar as restrições evolutivas maiores impostas pela sobreposição. As sobreposições têm maior probabilidade de se originar em proteínas que já têm alta desordem.

## Distribuição taxonômica

Sobreposição de genes no genoma do bacteriófago ΦX174. Há 11 genes nesse genoma (A, A*, B-H, J, K). Os genes B, K e E se sobrepõem aos genes A, C e D.

A sobreposição de genes ocorre em todos os domínios da vida, embora com frequências variadas. Eles são especialmente comuns em genomas virais.

### Vírus

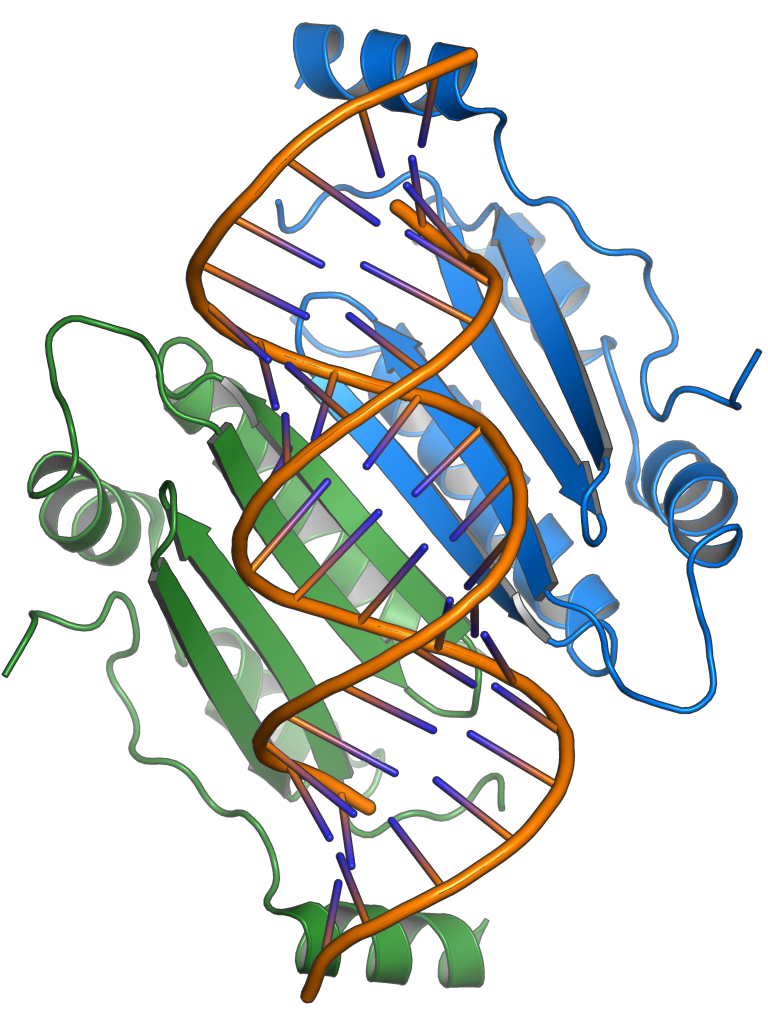
O supressor de silenciamento de RNA p19 do tomato bushy stunt vírus, uma proteína codificada por um gene sobreimpresso. A proteína se liga especificamente a siRNA produzidos como parte da defesa de silenciamento de RNA da planta contra vírus.

A existência de genes sobrepostos foi identificada pela primeira vez no vírus ΦX174, cujo genoma foi o primeiro genoma de DNA sequenciado por Frederick Sanger em 1977. A análise anterior do ΦX174, um pequeno bacteriófago de DNA de fita simples que infectou a bactéria Escherichia coli, sugeriu que as proteínas produzidas durante a infecção exigiam sequências de codificação mais longas do que o comprimento medido de seu genoma. A análise do genoma de 5.386 nucleotídeos totalmente sequenciado mostrou que o vírus possuía uma extensa sobreposição entre as regiões de codificação, revelando que alguns genes (como os genes D e E) foram traduzidos a partir das mesmas sequências de DNA, mas em diferentes quadros de leitura. Foi demonstrado que um local de início alternativo dentro do gene A de replicação do genoma do ΦX174 expressava uma proteína truncada com uma sequência de codificação idêntica ao C-terminal da proteína A original, mas com uma função diferente. Concluiu-se que outros locais não descobertos de síntese de polipeptídeos poderiam estar ocultos no genoma devido à sobreposição de genes. Foi demonstrado que um gene de novo identificado de outro locus de gene sobreposto expressa uma nova proteína que induz a lise de E. coli inibindo a biossíntese de sua parede celular, sugerindo que a criação de uma proteína de novo por meio do processo de impressão sobreposta pode ser um fator significativo na evolução da patogenicidade dos vírus. Outro exemplo é o gene ORF3d do vírus SARS-CoV-2. Os genes sobrepostos são particularmente comuns em genomas virais. Alguns estudos atribuem essa observação à pressão seletiva em direção a pequenos tamanhos de genoma mediados pelas restrições físicas do empacotamento do genoma em um capsídeo viral, particularmente um de geometria icosaédrica. No entanto, outros estudos contestam essa conclusão e argumentam que é mais provável que a distribuição de sobreposições em genomas virais reflita a impressão sobreposta como a origem evolutiva dos genes virais sobrepostos. O overprinting é uma fonte comum de genes de novo em vírus.
A proporção de vírus com sequências de codificação sobrepostas em seus genomas varia. Os vírus de RNA de fita dupla têm menos de um quarto dos vírus que as contêm, enquanto quase três quartos dos retrovírus e vírus com genomas de DNA de fita simples contêm sequências de codificação sobrepostas. Os vírus segmentados, em particular, ou vírus com seu genoma dividido em partes separadas e empacotados no mesmo capsídeo ou em capsídeos separados, têm maior probabilidade de conter uma sequência sobreposta do que os vírus não segmentados. Os vírus de RNA têm menos genes sobrepostos do que os vírus de DNA, que possuem taxas de mutação mais baixas e tamanhos de genoma menos restritivos. A taxa de mutação mais baixa dos vírus de DNA facilita uma maior novidade genômica e a exploração evolutiva dentro de um genoma estruturalmente restrito e pode ser o principal impulsionador da evolução dos genes sobrepostos.
Estudos de genes virais impressos em excesso sugerem que seus produtos proteicos tendem a ser proteínas acessórias que não são essenciais para a proliferação viral, mas contribuem para a patogenicidade. As proteínas sobreimpressas geralmente têm distribuições incomuns de aminoácidos e altos níveis de desordem intrínseca. Em alguns casos, as proteínas sobreimpressas têm estruturas tridimensionais bem definidas, mas novas; um exemplo é o supressor de silenciamento de RNA p19 encontrado em Tombusvírus, que tem uma nova dobra de proteína e um novo modo de ligação no reconhecimento de siRNA.

### Procariotos
As estimativas de sobreposição de genes em genomas bacterianos normalmente constatam que cerca de um terço dos genes bacterianos estão sobrepostos, embora geralmente por apenas alguns pares de bases. A maioria dos estudos de sobreposição em genomas bacterianos encontra evidências de que a sobreposição tem uma função na regulação de genes, permitindo que os genes sobrepostos sejam co-regulados por transcrição e tradução. Nos genomas procarióticos, as sobreposições unidirecionais são mais comuns, possivelmente devido à tendência dos genes procarióticos adjacentes de compartilhar a orientação. Entre as sobreposições unidirecionais, as sobreposições longas são mais comumente lidas com um deslocamento de um nucleotídeo no quadro de leitura (ou seja, fase 1) e as sobreposições curtas são mais comumente lidas na fase 2. As sobreposições longas de mais de 60 pares de bases são mais comuns para genes convergentes; no entanto, as sobreposições longas putativas têm taxas muito altas de anotação incorreta. Exemplos robustamente validados de sobreposições longas em genomas bacterianos são raros; no organismo modelo bem estudado E. coli, apenas quatro pares de genes são bem validados como tendo sobreposições longas e sobreimpressas.

### Eucariotos
Em comparação com os genomas procarióticos, os genomas eucarióticos geralmente são mal anotados e, portanto, a identificação de sobreposições genuínas é relativamente desafiadora. Entretanto, exemplos de sobreposições de genes validados foram documentados em vários organismos eucarióticos, inclusive em mamíferos, como camundongos e humanos. Os eucariotos diferem dos procariotos na distribuição dos tipos de sobreposição: enquanto as sobreposições unidirecionais (ou seja, da mesma fita) são mais comuns em procariotos, as sobreposições opostas ou antiparalelas são mais comuns em eucariotos, enquanto as sobreposições unidirecionais (ou seja, da mesma fita) são mais comuns em procariotos, as sobreposições de fita oposta ou antiparalela são mais comuns em eucariotos. Entre as sobreposições de fitas opostas, a orientação convergente é a mais comum. A maioria dos estudos de sobreposição de genes eucarióticos constatou que os genes sobrepostos estão amplamente sujeitos à reorganização genômica, mesmo em espécies intimamente relacionadas e, portanto, a presença de uma sobreposição nem sempre é bem conservada. A sobreposição com genes mais antigos ou menos restritos taxonomicamente também é uma característica comum dos genes que provavelmente se originaram de novo em uma determinada linhagem eucariótica.

## Funções
As funções exatas dos genes sobrepostos parecem variar entre os domínios da vida, mas vários experimentos mostraram que eles são importantes para os ciclos de vida dos vírus por meio da expressão e estequiometria adequadas das proteínas, além de desempenharem um papel no dobramento adequado das proteínas. Também foi criada uma versão do bacteriófago ΦX174 em que todas as sobreposições de genes foram removidas , provando que elas não eram necessárias para a replicação.
A retenção e a evolução de genes sobrepostos dentro dos vírus também podem ser devidas a limitações de tamanho do capsídeo. Foi observada uma perda drástica de viabilidade em vírus com genomas projetados para serem mais longos do que o genoma do tipo selvagem. O aumento do comprimento do genoma de DNA de fita simples do ΦX174 em >1% resulta em perda quase completa de infectividade, que se acredita ser o resultado das restrições físicas rigorosas impostas pelo volume finito do capsídeo. Estudos sobre vírus adeno-associados como vetores de entrega de genes mostraram que o empacotamento viral é restringido por limites de tamanho de carga genética, exigindo o uso de vários vetores para entregar genes humanos grandes, como o CFTR81. Portanto, sugere-se que os genes sobrepostos evoluíram como um meio de superar essas restrições físicas, aumentando a diversidade genética utilizando apenas a sequência existente em vez de aumentar o comprimento do genoma.

## Métodos para identificar genes e ORF sobrepostos
Os métodos padronizados, como a anotação do genoma, podem ser inadequados para a detecção de genes sobrepostos, pois dependem de genes já curados, enquanto os genes sobrepostos geralmente são ignorados por conterem uma composição de sequência atípica. Os padrões de anotação do genoma também costumam ser tendenciosos em relação a sobreposições de recursos, como genes totalmente contidos em outro gene. Além disso, alguns canalizações de bioinformática, como o MG-RAST, penalizam acentuadamente as sobreposições entre ORF previstas. No entanto, o rápido avanço das ferramentas de medição de proteínas e RNA em escala de genoma, juntamente com algoritmos de previsão cada vez mais avançados, revelou uma avalanche de genes e ORFs sobrepostos em vários genomas. Os métodos proteogenômicos foram essenciais para a descoberta de vários genes sobrepostos e incluem uma combinação de técnicas como proteômica de baixo para cima, perfil de ribossomos, sequenciamento de DNA e perturbação. O sequenciamento de RNA também é usado para identificar regiões genômicas que contêm transcrições sobrepostas. Ele foi utilizado para identificar 180.000 ORFs alternativas dentro de regiões codificadoras previamente anotadas encontradas em seres humanos. ORFs recém-descobertas como essas são verificadas por meio de uma variedade de técnicas de genética inversa, como CRISPR-Cas9 e interrupção de Cas9 cataliticamente morta (dCas9). Também são realizadas tentativas de prova por síntese para mostrar, sem sombra de dúvida, a ausência de quaisquer genes sobrepostos não descobertos.